# Ekojärvi
Ekojärvi este o arie protejată (arie specială de conservare — SAC, sit de importanță comunitară — SCI, arie de protecție specială avifaunistică — SPA) din Finlanda întinsă pe o suprafață de 232 ha, integral pe uscat.

## Localizare
Centrul sitului Ekojärvi este situat la coordonatele 61°18′06″N 23°12′17″E / 61.3017°N 23.2047°E.

## Înființare
Situl Ekojärvi a fost declarat arie de protecție specială avifaunistică în august 1998 pentru a proteja 15 specii de animale. Alte tipuri de protecție:
- sit de importanță comunitară (în mai 2002)
- arie specială de conservare (în aprilie 2015)[1][3][4]

## Biodiversitate
Situată în ecoregiunea boreală, aria protejată conține 4 habitate naturale: Lacuri și iazuri distrofice naturale, Mlaștini turboase de tranziție și turbării mișcătoare, Păduri fino-scandinave bogate în ierburi cu Picea abies, Mlaștini împădurite.
La baza desemnării sitului se află mai multe specii protejate:
- păsări (13): rață-cu-cap-castaniu (Aythya ferina), rața moțată (Aythya fuligula), erete de stuf (Circus aeruginosus), lebădă de iarnă (Cygnus cygnus), cufundar polar (Gavia arctica), cocor (Grus grus), Larus fuscus fuscus, Mergellus albellus, corcodel-cu-gât-roșu (Podiceps grisegena), cresteț pestriț (Porzana porzana), Spatula clypeata, chiră de baltă (Sterna hirundo), fluierar de mlaștină (Tringa glareola)
- mamifere (1): veveriță zburătoare siberiană (Pteromys volans)
- nevertebrate (1): Graphoderus bilineatus

Pe lângă speciile protejate, pe teritoriul sitului au mai fost identificate 2 specii de plante, 1 specie de păsări, 1 specie de nevertebrate.